# 6049 Toda
A 6049 Toda (ideiglenes jelöléssel 1991 VP) a Naprendszer kisbolygóövében található aszteroida. Takahasi Acusi,  Vatanabe Kazuró fedezte fel 1991. november 2-án.